# 小原和樹
小原 和樹（おばら かずき、1997年7月23日 - ）は、NHKのアナウンサー。

## 人物
岩手県滝沢市出身。
滝沢市立滝沢東小学校、滝沢市立滝沢第二中学校、岩手県立盛岡第三高等学校、慶應義塾大学環境情報学部卒業。
2020年入局。初任地は高知放送局。

## 嗜好・挿話
- 兄の同級生にプロ野球選手の大谷翔平がいる[3]。
- 大学時代は体育会野球部に所属し4年時にはレギュラーとして活躍していた[3]。

## 担当番組
☆印は現在出演中の番組
高知放送局時代（2020年度 - 2023年度）
- 高知県のニュース・中継・リポート
- こうちいちばん（キャスター:2023年4月3日 - 2024年3月22日）[4]
- どーも、NHK（2020年6月7日、新人お披露目）
- NHKジャーナル（2021年6月29日）
- あさイチ（2022年1月20日） - みんなでシェア旅 高知の生節

盛岡放送局時代（2024年度 - ）
- おばんですいわてサンデー（キャスター:2024年4月 - 2025年3月）
- ☆おばんですいわて（キャスター:2025年3月24日 - ）